# Refrigerazione
La refrigerazione è il processo finalizzato all'abbassamento, sottraendo calore, della temperatura da un locale (una stanza, un vano, un contenitore) al di sotto della temperatura esterna. La refrigerazione, contrastando ma non arrestando l'alterazione degli alimenti in accordo con la Prima legge di Parisi della degradazione alimentare, riveste molta importanza sia nell'industria sia nel comparto civile moderno, tra cui:
- comparto alimentare per conservare i cibi
- climatizzazione di edifici
- medicina e la biologia per la conservazione di campioni e alcune terapie
- laboratori di ricerca per esperimenti superconduttività, sistemi di vuoto etc.
- astronomia, per il raffreddamento dei sensori CCD e CID dei telescopi.
- comparto sportivo o ludico

## Tecnologie
Le tecnologie per la refrigerazione sono: 
- ciclo a compressione di vapore,
- ciclo ad assorbimento (absorbimento e adsorbimento),
- effetto termoelettrico,
- evaporazione adiabatica,
- raffreddamento laser,
- refrigerazione a diluizione,

### Ciclo a compressione o di Kelvin

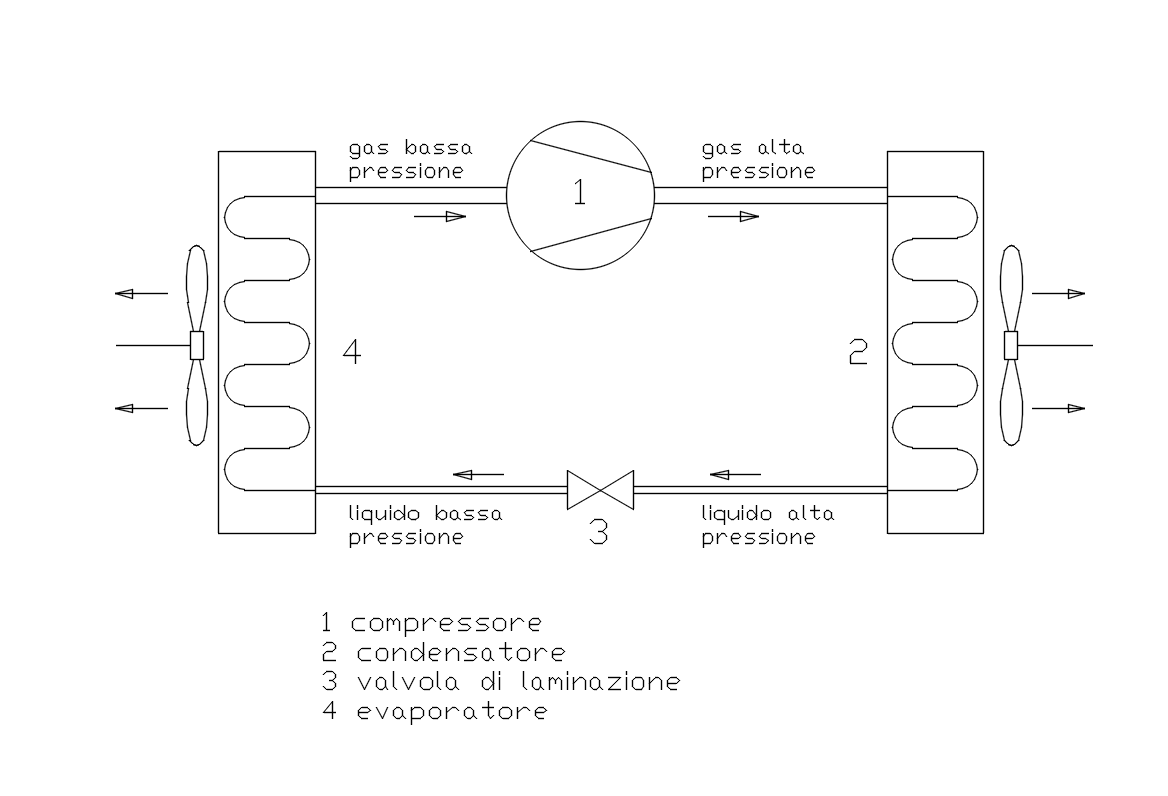
Schema del processo

Un compressore del 1930 usato per celle frigorifere

Questo è di gran lunga il sistema più diffuso. Un compressore comprime un gas, la cui temperatura aumenta per la riduzione del suo volume; il gas compresso passa poi in uno scambiatore di calore esterno all'ambiente da refrigerare dove perde calore, ritornando a temperatura ambiente. A seconda del particolare fluido impiegato si può verificare una condensazione, cioè il passaggio da fase gassosa a fase liquida: lo scambiatore di calore viene detto allora condensatore. Una volta raffreddato, il fluido in pressione passa in un secondo scambiatore di calore, questa volta interno all'ambiente da refrigerare: qui viene fatto espandere, cioè ritornare a pressione atmosferica, attraverso la valvola di laminazione: all'interno di questa c'è un ugello chiamato orificio, che fa espandere il fluido (liquido o gassoso) con la minima entropia possibile. Se il fluido era liquido, attraverso la valvola termostatica avviene la sua evaporazione, cioè si trasforma in gas. Una volta attraversato lo scambiatore di calore interno, il fluido a bassa pressione ritorna al compressore per iniziare un nuovo ciclo.
Questo principio è ampiamente utilizzato nei frigoriferi e condizionatori domestici a causa della semplicità costruttiva e di impiego (assenza di manutenzione). È necessario però prevenire ogni possibile perdita di gas, che renderebbe il sistema inutilizzabile; per questo nei comuni frigoriferi si utilizza un compressore elettrico completamente sigillato. Questo tipo di tecnologia è limitata a una temperatura minima di -109 °C: per scendere oltre è necessario ricorrere ad altri sistemi.

### Reazioni chimiche endotermiche
Una Reazione chimica spontanea spesso libera energia, come avviene per esempio nella combustione, nella dissoluzione di idrossido di sodio in acqua e altri casi. Alcune reazioni, come il nitrato d'ammonio con l'acqua (buste raffreddanti da schiacciare ed applicare su un trauma) hanno la caratteristica di assorbire una certa quantità di calore per compiersi e viene detta reazione endotermica.

### Ciclo ad assorbimento o di Carre
Si basano sull'evaporazione a bassa temperatura e pressione di un fluido, che assorbe calore dall'acqua da refrigerare, il vapore prodotto viene asportato facendolo assorbire da una soluzione, dalla quale lo si separa nuovamente per riscaldamento. 
Il calore utilizzato per la separazione può essere prodotto da Resistenza elettrica, dalla combustione di gas o può essere recuperato da acqua calda/surriscaldata o vapore. In questo caso si utilizzano generalmente cascami di energia, risultanti ad esempio da processi industriali, che dovrebbero altrimenti essere smaltiti in atmosfera.
Il rendimento del ciclo ad assorbimento è tale per cui il calore fornito dalla sorgente calda è quasi coincidente con quello estratto dalla sorgente fredda, la somma di questi viene trasferita ad una sorgente a temperatura intermedia, normalmente rappresentata da una torre evaporativa che alimenta il circuito di raffreddamento della macchina.

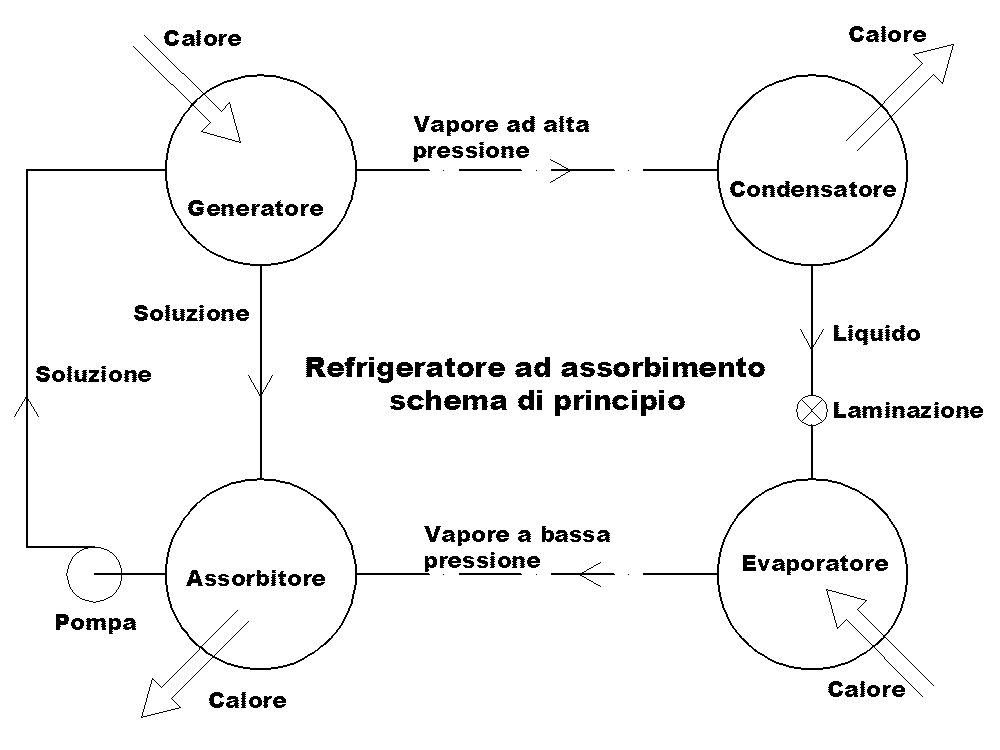
Schema-ref-assorbimento

I refrigeratori ad assorbimento sono costituiti solo da una serie di recipienti e scambiatori di calore, l'unico componente in movimento è la pompa di trasferimento della soluzione, pertanto sono assai più silenziosi e longevi dei refrigeratori a compressione.
La presenza dell'acqua impedisce l'impiego delle macchine ad assorbimento a bromuro di litio per temperature inferiori a 0 °C: tipicamente le si utilizza per produrre acqua refrigerata a 5 o 7 °C. 
Nelle taglie più piccole si utilizzano ad esempio nei camper, con alimentazione a GPL o elettrica con resistenze. Macchine di dimensioni maggiori (per potenze fino ad svariate centinaia di kilowatt) trovano impiego in campo industriale dove ci sia del calore inutilizzato, oppure in abbinamento a cogeneratori di calore ed energia elettrica: in questo caso si parla di trigenerazione (elettricità, caldo, freddo).
Il ciclo ad assorbimento, ideato in via teorica alla fine del Settecento, è stato poi messo a punto da Ferdinand Philippe Carré alla metà dell'Ottocento utilizzando acqua ed ammoniaca. Questa tecnologia è stata dominante fino ai primi decenni del XX secolo, quando la disponibilità su larga scala di energia elettrica e motori elettrici economici, oltre all'invenzione dei fluidi frigorigeni sintetici (CFC) hanno determinato il sorpasso da parte del sistema a compressione.

#### Ammoniaca in acqua
Questo ciclo è quello originariamente utilizzato dal Carré.
Il fluido utilizzato nel ciclo frigorifero è una soluzione d'acqua ed ammoniaca (l'acqua è il fluido assorbente e l'ammoniaca il fluido refrigerante).
L'energia è trasferita alla soluzione sotto forma di calore nel generatore, dal riscaldamento si ottiene da un lato un vapore a forte concentrazione di ammoniaca e dall'altro una soluzione a bassa concentrazione. Il vapore di ammoniaca, previa eliminazione dell'umidità residua nel rettificatore, viene raffreddato nel condensatore, grazie all'acqua di raffreddamento proveniente da una torre evaporativa, fino a tornare liquido. L'ammoniaca così condensata subisce poi una laminazione fino a trovarsi alle condizioni (di pressione e temperatura) di evaporazione. In queste condizioni entra nell'evaporatore, ossia in uno scambiatore dove, evaporando, sottrae il calore all'acqua da refrigerare che circola all'interno di una serie di tubi. Questo scambio termico permette di ottenere acqua refrigerata fino ad una temperatura di +4 °C. Intanto la soluzione povera di ammoniaca viene trasferita, per gravità, dal generatore al preassorbitore. Il vapore di ammoniaca a bassa temperatura uscente dall'evaporatore è condotto anch'esso nel preassorbitore dove rientra in soluzione acquosa per contatto con la soluzione povera di ammoniaca proveniente dal generatore. Il processo di diluizione dell'ammoniaca in acqua è esotermico ed è quindi necessario, affinché tutto il vapore sia assorbito nella soluzione, raffreddare la soluzione stessa in un secondo scambiatore, denominato assorbitore. Completato il processo di assorbimento, la soluzione ricca di ammoniaca è portata tramite una pompa al generatore, nel lato ad alta pressione della macchina, chiudendo il ciclo. Le macchine ad ammoniaca possono raffreddare fino a temperature inferiori a 0°C 

#### Acqua in bromuro di litio
Il bromuro di litio è un sale il cui impiego per la tecnologia dell'assorbimento risale agli anni 40 del '900. Rispetto all'ammoniaca presenta il vantaggio di non essere tossico, però in certe condizioni può precipitare, separandosi dalla soluzione sotto forma di cristalli, bloccando così la circolazione ed il funzionamento del refrigeratore (fenomeno della cristallizzazione). Il fluido utilizzato nel ciclo frigorifero è una soluzione d'acqua e bromuro di litio (la soluzione è il fluido assorbente e l'acqua il fluido refrigerante), il processo avviene in assenza d'aria, sotto vuoto. L'energia sotto forma di calore è trasferita alla soluzione nel generatore, dove questa viene riscaldata ottenendo da un lato vapore d'acqua e dall'altro una soluzione concentrata di sale. Mentre la soluzione concentrata viene trasferita all'assorbitore, il vapore viene raffreddato nel condensatore, grazie all'acqua di raffreddamento proveniente da una torre evaporativa, fino a tornare liquido. In condizione di vuoto, l'acqua (alla temperatura di +4 °C) viene spruzzata sui tubi dell'evaporatore, dove, evaporando a bassa temperatura, sottrae calore all'acqua dell'impianto di utilizzo, che circola all'interno di tali tubi.
Il vapore d'acqua a bassa temperatura passa all'assorbitore, dove viene assorbito dalla soluzione concentrata proveniente dal generatore. Il processo di assorbimento è esotermico ed è quindi necessario, affinché tutto il vapore sia assorbito nella soluzione, raffreddare la soluzione stessa mediante l'acqua di torre.
A questo punto la soluzione di acqua e bromuro di litio a bassa concentrazione viene trasferita nuovamente, tramite una pompa, nel generatore di calore per riprendere il ciclo.

### Effetto termoelettrico

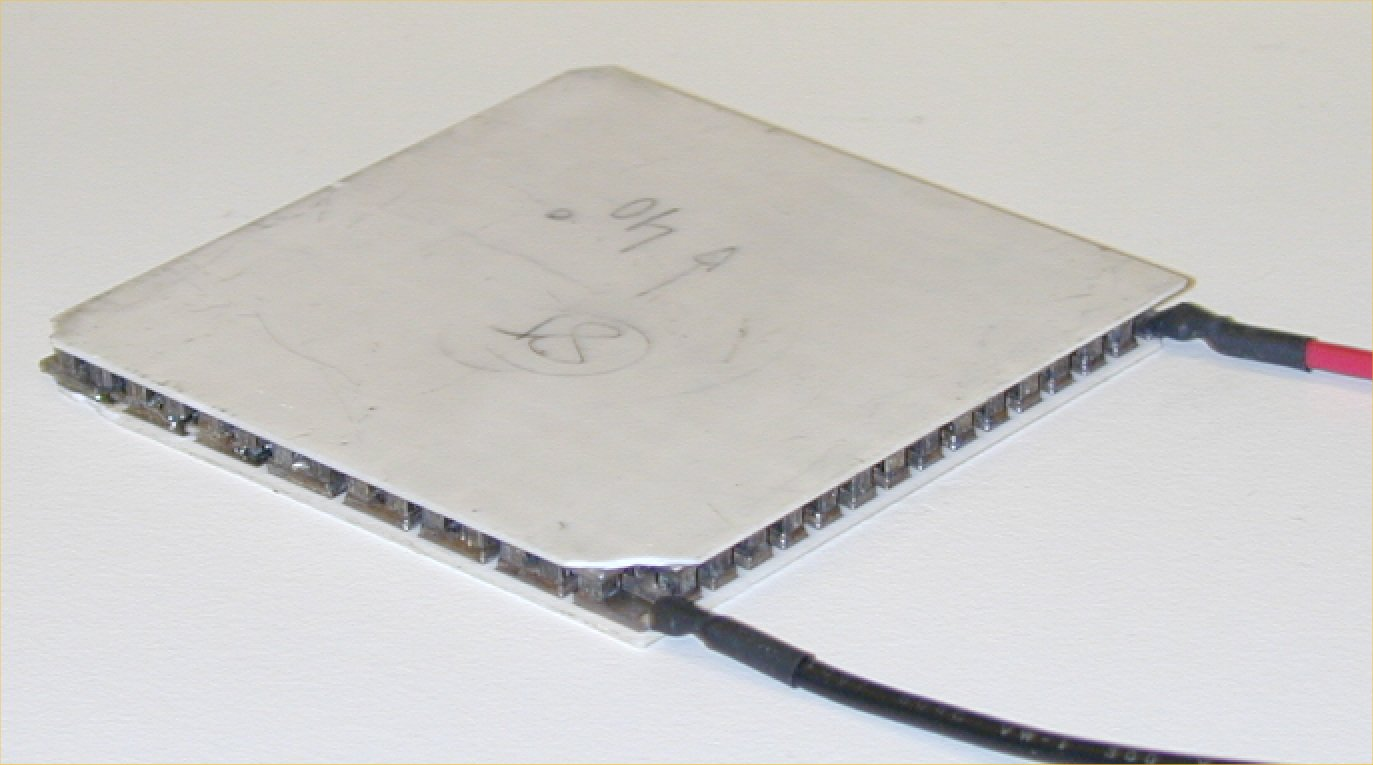
Cella di Peltier

Accoppiando due conduttori in materiali metallici diversi tra loro (termocoppia) si produce tra di essi una differenza di potenziale proporzionale alla temperatura della giunzione e in un circuito chiuso costituito da due conduttori metallici diversi uniti alle estremità, si ha la circolazione di una corrente elettrica proporzionale alla differenza di temperatura tra le due giunzioni. Il fenomeno è noto come effetto Seebeck.
Se viceversa si induce una corrente continua nel circuito, si osserva una produzione di calore ad una giunzione e il raffreddamento dell'altra. Il fenomeno, è stato scoperto da Charles Peltier all'inizio del XIX secolo.
In tempi successivi si è osservato che il fenomeno è molto più intenso all'interfaccia tra un materiale semiconduttore e un metallo. Questi sono quelli attualmente disponibili in commercio, come la piastrina refrigerante, detta Cella di Peltier, realizzate collegando in serie molte giunzioni Peltier.
I vantaggi del effetto termoelettrico risiedono nell'estrema compattezza ed affidabilità dovuta all'assenza di parti in movimento. Per contro si ha un elevato costo per unità di potenza refrigerante, che ne limita l'impiego ad applicazioni ad alto valore (congelamento di campioni biologici, refrigerazione di sensori CCD in telescopio e termocamera ecc) oppure dove la potenza richiesta è limitata, per esempio nei frigoriferi portatili da auto alimentati a pila elettrica.

### Raffreddamento Laser

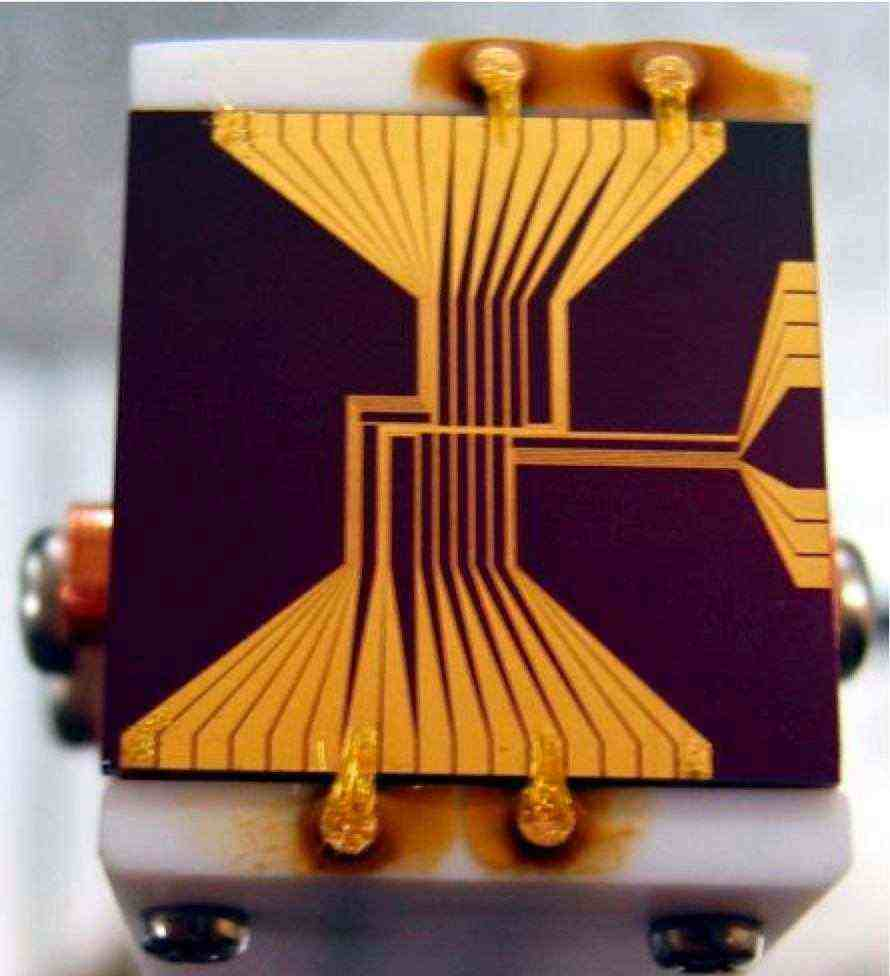
Trappola atomica su microchip

La luce coerente del raggio laser è in grado anche di raffreddare un aeriforme secondo il raffreddamento laser. L'apparato teorico alla base è decisamente complesso, il fascio laser è utilizzato per perturbare il sistema inducendo le particelle a risuonare su stati energetici progressivamente inferiori, cedendo la loro energia cinetica in forma di emissione spontanea. Questo è importante in quanto se considerassimo un altro tipo di emissione, quella stimolata, non si avrebbe variazione nella velocità (e dunque nell'energia) dell'atomo, in quanto il fotone emesso è identico al fotone assorbito in tal caso. Si può immaginare che un atomo assorba un fotone e ne emetta subito un secondo di energia pari all'energia del primo fotone più l'energia cinetica perduta dall'atomo. Associando il laser ad un campo magnetico in grado di trattenere gli atomi, si realizza una trappola magneto-ottica.
Il Premio Nobel per la fisica del 1997 fu assegnato per importanti studi sul raffreddamento laser, che hanno condotto alla realizzazione pratica del primo Condensato di Bose-Einstein.

### Metodi acustici
Nel 2002, lo studioso di acustica Steven Garrett della Pennsylvania State University ha presentato il progetto di un sistema di raffreddamento basato su un'onda acustica. In un tubo di opportuna forma riempito con un gas inerte, vengono introdotte onde sonore di eccezionale intensità, che producono zone di compressione e zone di rarefazione del gas. Facendo in modo di concentrare le diverse zone alle due estremità del tubo è possibile trasferire calore. questo è l'inverso del motore termoacustico.

### Tubo di Ranque-Hilsch

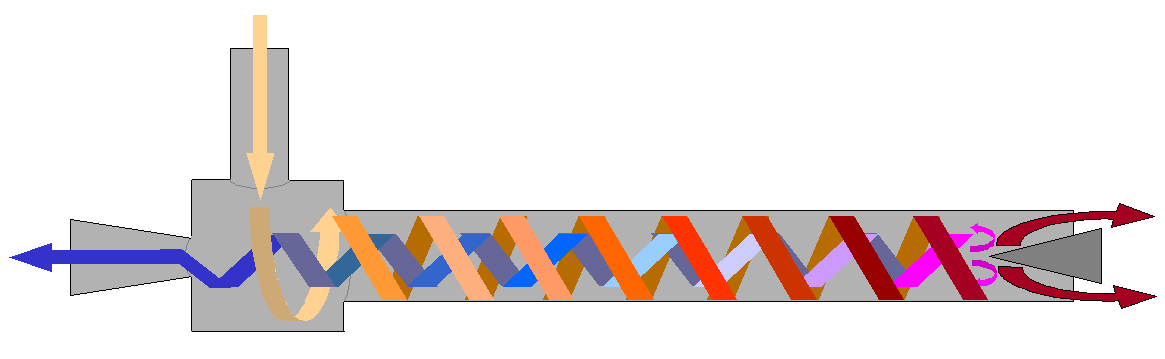
Tubo a vortice di Ranque-Hilsch

Un curioso metodo per produrre aria fredda è il Tubo di Ranque-Hilsch scoperto negli anni 1940 dal fisico tedesco Rudolf Hilsch, il quale a sua volta ne apprese l'esistenza da modelli sperimentali trovati nella Francia occupata, discendenti dal lavoro pionieristico del francese Georges J. Ranque.
Il cuore del sistema è una piccola camera a forma di spirale, in cui entra tangenzialmente un getto di aria compressa. Ai due lati della camera sono collegati due tubi di lunghezza opportunamente calcolata, uno dei quali termina con un rubinetto. L'altro tubo è separato dalla camera a vortice da un diaframma con un foro di diametro pari a circa la metà di quello del tubo. Fornendo aria compressa ad una pressione fino a 1000-1200 KPa e regolando il rubinetto si ottiene la fuoriuscita di aria fredda da un tubo e calda dall'altro. La differenza di temperatura può arrivare a 50 °C.
Il principio di funzionamento non è molto chiaro ma implica probabilmente un effetto "Diavoletto di Maxwell"; lo strisciamento ad alta velocità delle molecole di aria sulle pareti della camera comporta forse la separazione di quelle meno energetiche, che si raccolgono al centro e sfuggono attraverso il foro del diaframma.
L'impiego pratico di questo dispositivo è molto limitato a causa della necessità di una fonte continua e cospicua di aria compressa ed al basso rendimento (è richiesta molta più energia per comprimere l'aria rispetto all'uso di altri metodi di refrigerazione).

### Evaporazione adiabatica
Il frigorifero di terracotta è un dispositivo che permette il raffreddamento dei cibi tramite l'evaporazione dell'acqua presente tra 2 contenitori (uno all'interno dell'altro, divisi da uno strato di sabbia e acqua).
Questo dispositivo esiste dal 2500 a.C.. 
Attualmente in commercio esiste il refrigeratore evaporativo, usato d'estate soprattutto in climi secchi, per avere un rendimento soddisfacente per le proprietà del fluido termovettore.
Esistono in commercio anche dei capi ad uso motociclistico che utilizzano il medesimo principio per aumentare il comfort nella stagione estiva. Sono composti da materiale che assorbe una discreta quantità d’acqua. Una volta indossati, grazie al flusso d’aria generato dal movimento della motocicletta, rilasciano lentamente l’acqua che, evaporando, rinfresca il corpo del motociclista.